# Canadian (rijeka)
Canadian (engleski: Canadian River) je najveća pritoka rijeke Arkansasa duga 2 350 km u Sjedinjenim Američkim Državama.

## Zemljopisne karakteristike
Canadian izvire na obroncima Planine Sangre de Cristo (Stjenovite planine) na sjeveroistoku Novog Meksika, nakon tog teče prema jugu preko ravnice Las Vegasa gdje ima kanjon dubok 450 m. Iza tog skreće na istok i teče kroz visoravan Texas Panhandle u dubokom kanjonu od crvenog pješčenjaka. 
Nakon tog i nadalje teče na istok preko masiva Antelope u Oklahomi do grada Oklahoma City, nakon što prođe taj grad ulijeva se u rijeku Arkansas 47 km jugoistočno od grada Muskogee, na zapadnom rubu Planine Boston.
Tok Canadiana je reguliran brojnim branama, s velikim umjetnim jezerima, koje su građene od 1936. (Brana Conchas s akumulacijom kod Tucumcarija u Novom Meksiku) za kontrolu od poplava i navodnjavanje.
Canadian ima slijev velik oko 121 500 km², koje se proteže kroz četiri američke države Colorado, Novi Meksiko, Teksas i Oklahomu. 
Najveće pritoke su mu North Canadian, Mora, Ute Creek i Mustang Creek.

## Vanjske poveznice
- Canadian River, na portalu Encyclopædia Britannica (engl.)